# Moose Jaw Maroons
Die Moose Jaw Maroons waren eine kanadische Eishockeymannschaft aus Moose Jaw, Saskatchewan. Die Mannschaft spielte von 1926 bis 1928 in der Prairie Hockey League.

## Geschichte
Das Franchise wurde 1926 unter dem Namen Moose Jaw Warriors als Gründungsmitglied in die Prairie Hockey League aufgenommen. Dort belegten sie in ihrer Premierenspielzeit den vierten Platz der regulären Saison bei insgesamt fünf Teilnehmern. Zur Saison 1927/28 änderte die Mannschaft ihren Namen in Moose Jaw Maroons und belegte den zweiten Platz in einer Liga, in der nur noch drei Teams spielten. Nachdem die Prairie Hockey League anschließend aufgelöst wurde, stellten auch die Moose Jaw Maroons den Spielbetrieb ein.